# APG II-rendszer
Az APG II-rendszer egy modern növényrendszertani osztályozás volt, amit 2003-ban publikált az Angiosperm Phylogeny Group, 4½ évvel elődje, az APG-rendszer (1998) után. Mindkét rendszer a növényrendszertannal foglalkozó tudósok széles körű konszenzusán alapul. Míg az APG főleg a rendekre koncentrált, az APG II a családok pontosabb besorolására is hangsúlyt fektetett.
Lényegében a zárvatermők filogenetikus osztályozását, ami az 1998-as APG alapját képezte, a rengeteg új molekuláris genetikai adat igazolta és megerősítette. Mindazonáltal még számos kidolgozásra váró terület maradt: ilyen a zárvatermők korán divergáló (bazális) csoportjai közti kapcsolatok felfedése (beleértve a valódi kétszikűek nagyobb leszármazási ágait), és számos rend, mint például a Malpighiales és a Lamiales pontos meghatározása.
Az APG-rendszerhez képest eltérés a magnoliids klád megjelenése, a commelinoids klád átnevezése commelinids-re (az eredeti klád neve túlságosan hasonlított a Commelinoideae-re). Az APG II-ben számos eddig besorolatlan családot sikerült összevonni öt új rendbe (Austrobaileyales, Canellales, Gunnerales, Crossosomatales és Celastrales), így 45 rendet tartalmaz. Az APG-hez képest nem választottak szét vagy vontak össze rendeket egymással, és egyetlen család sem került át másik rendbe. Egyetlen családot, az Oncothecaceae-t kellett eltávolítani a Garryales rendből és áthelyezni az euasterids I kládba rendbe nem sorolt családként. Az APG II 457 családot ír le, 5-tel kevesebbet az APG rendszernél. Az APG II családjai közül 39-et nem soroltak rendbe, ezek közül 36-ot rendnél magasabb szinthez soroltak a zárvatermőkön belül. 55 „szögletes zárójeles” családot is leír, ezek olyan családok, amik az őket a kladogramban megelőző sensu lato családról opcionálisan  leválaszthatók (ez a leválaszthatóság később népszerűtlennek bizonyult, az APG III-rendszerben már nem éltek vele).
Az APG II-rendszer nagy támogatottságot ért el, egészében vagy módosításokkal számos mai rendszertani osztályozás alapját képezte. A 6½ évvel később, 2009 októberében publikált APG III-rendszer váltotta fel.
Az APG II-rendszer rendszer teljes terjedelmében elérhető:
Angiosperm Phylogeny Group (2003). An update of the Angiosperm Phylogeny Group classification for the orders and families of flowering plants: APG II. Botanical Journal of the Linnean Society 141: 399-436. (Online hozzáférhető angolul: Kivonat | Teljes szöveg (HTML) | Teljes szöveg (PDF) Archiválva 2022. október 16-i dátummal a Wayback Machine-ben)
A rendszer főbb csoportjai (az összes klád) a következők:
- zárvatermők (angiosperms):
egyszikűek (monocots)
commelinids
valódi kétszikűek (eudicots)
core eudicots
rosids
eurosids I (fabids)
eurosids II (malvids)
asterids
euasterids I (lamiids)
euasterids II (campanulids)

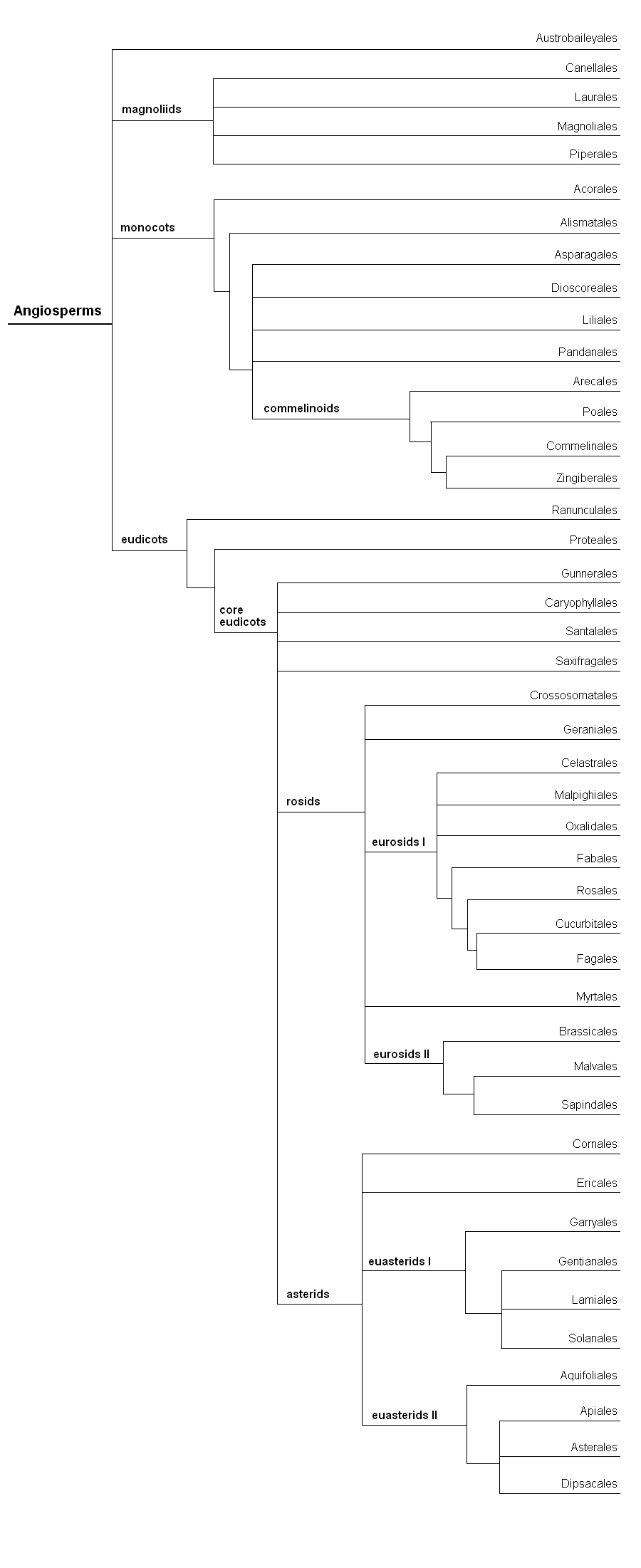
A leszármazási kapcsolatokat mutató kladogram; az ábráról hiányoznak a rendbe nem sorolt taxonok

Az APG II-rendszer családjai és rendjei néhány besorolatlan tétel kivételével az alábbiakban megtalálhatók. Az al-listák elején azok a családok vagy rendek találhatók, amik nem tartoznak további kládba, szögletes zárójelben pedig az opcionálisan összevont családok:
- Zárvatermők klád
Amborellaceae család
Chloranthaceae család
Nymphaeaceae család [+ Cabombaceae család]
Austrobaileyales rend
magnoliids klád
Canellales rend
Laurales rend
Magnoliales rend
Piperales rend
Egyszikűek (monocots) klád
Petrosaviaceae család
Acorales rend
Alismatales rend
Asparagales rend
Dioscoreales rend
Liliales rend
Pandanales rend
commelinids klád
Dasypogonaceae család
Arecales rend
Commelinales rend
Poales rend
Zingiberales rend
Ceratophyllales rend
Valódi kétszikűek (eudicots) klád
Buxaceae család [+ Didymelaceae család]
Sabiaceae család
Trochodendraceae család [+ Tetracentraceae család]
Proteales rend
Ranunculales rend
core eudicots klád
Aextoxicaceae család
Berberidopsidaceae család
Dilleniaceae család
Gunnerales rend
Caryophyllales rend
Santalales rend
Saxifragales rend
rosids klád
Aphloiaceae család
Geissolomataceae család
Ixerbaceae család
Picramniaceae család
Strasburgeriaceae család
Vitaceae család
Crossosomatales rend
Geraniales rend
Myrtales rend
eurosids I klád
Zygophyllaceae család [+ Krameriaceae család]
Huaceae család
Celastrales rend
Cucurbitales rend
Fabales rend
Fagales rend
Malpighiales rend
Oxalidales rend
Rosales rend
eurosids II klád
Tapisciaceae család
Brassicales rend
Malvales rend
Sapindales rend
asterids klád
Cornales rend
Ericales rend
euasterids I klád
Boraginaceae család
Icacinaceae család
Oncothecaceae család
Vahliaceae család
Garryales rend
Gentianales rend
Lamiales rend
Solanales rend
euasterids II klád
Bruniaceae család
Columelliaceae család [+ Desfontainiaceae család]
Eremosynaceae család
Escalloniaceae család
Paracryphiaceae család
Polyosmaceae család
Sphenostemonaceae család
Tribelaceae család
Apiales rend
Aquifoliales rend
Asterales rend
Dipsacales rend

Megjegyzés: a „+ …” opcionálisan összevont családot jelent, ami leválasztható az őt megelőző családról.